# 印度尼西亚斗争民主党
印度尼西亚斗争派民主党（缩写为PDIP，或譯斗争派民主黨、民主鬥爭黨、民主奮鬥黨），印度尼西亚政党。由原印尼民主党分裂出来的人士组成，1998年10月正式成立，领导人为前总统梅加瓦蒂·苏加诺普特丽。意识形态是基于官方的印尼国家哲学潘查希拉（Pancasila），系民族主义政党，代表印尼世俗政治力量。

## 历史
1993年，梅加瓦蒂当选印尼民主党（PDI）主席，但这个结果并不是被苏哈托政府认可，政府支持Budi Harjono为候选人，参加国会领袖选举，但梅加瓦蒂再次成为民选领导人。1996年6月，反对梅加瓦蒂的民主党成员在棉兰市举行代表大会，在政府的支持下，前主席苏尔亚迪（Suryadi）再次当选民主党的主席。梅加瓦蒂拒绝承认这次选举的结果，继续认为自己是民主党的合法领袖。
1996年7月27日上午，苏尔亚迪扬言要收回民主党在雅加达的总部。他的支持者（据报道得到政府的支持）与梅加瓦蒂的支持者开始互相攻击，造成暴乱，政府随后镇压，后来将骚乱归咎于人民民主党（PRD）。梅加瓦蒂一派占据雅加达总部。
民主党正式分裂为梅加瓦蒂派和苏尔亚迪派，梅加瓦蒂派希望参加1997年的议会选举，但政府只承认苏尔亚迪派。在1997年的议会选举中，梅加瓦蒂和她的支持者们将3%的选票投给了建设团结党。苏哈托下台后，解除“新秩序”对三个国家政党的限制，梅加瓦蒂宣布在民主党名字之后加缀“斗争派”（Perjuangan）来区分她的派系，又称民主斗争党，梅加瓦蒂成为主席，并在1999年被提名参加印尼总统选举。
在1999年的大选中，斗争派民主党获得33%的选票，成为议会第一大党，但未获得绝对多数。梅加瓦蒂在与民族觉醒党（PKB）的阿卜杜拉赫曼·瓦希德竞选总统失败后，再次参加竞选副总统，并以396票当选。2001年7月23日，印尼人民协商会议特别会议以渎职罪罢免瓦希德总统职务，梅加瓦蒂接任总统。
2004年，选民对斗争派民主党和梅加瓦蒂总统的所取得的成绩感到失望，在立法选举中，斗争派民主党只获得18.5%的选票，低于在1999年立法会选举中获得的33.7%。
在2009年的立法选举中，斗争派民主党排名第三，获得14.0%的选票。在人民协商会议有95个议席。
2014年3月，斗争派民主党提名雅加达行政长官佐科·维多多为该党总统候选人，7月22日，印度尼西亚全国选举委员会宣布佐科·维多多以53.15％的得票率赢得2014年总统大选，成为印尼独立以来的第七任总统。

## 区域优势
在2009年4月9日举行的立法会选举中，支持率高于全国平均水平的有以下省份:
- 邦加-勿里洞岛 21.1%
- 西爪哇省 14.7%
- 中爪哇省 21.9%
- 日惹 15.7%
- 东爪哇省 16.2%
- 西加里曼丹省 22.9%
- 中加里曼丹省 24.9%
- 巴厘岛 40.1%
- 西巴布亚省 31.6%
- 北苏拉威西省 23.4%

## 主席
- 梅加瓦蒂·苏加诺普特丽（1999－）

## 选举结果

### 立法选举结果
| 选举 | 总席位    | 总票数     | 分享票 | 选举结果        | 选举领袖              |
| ---- | --------- | ---------- | ------ | --------------- | --------------------- |
| 1999 | 153 / 500 | 35,689,073 | 33.74% | ▲153席，执政党  | 梅加瓦蒂·苏加诺普特丽 |
| 2004 | 109 / 550 | 21,026,629 | 18.53% | ▼44席，在野党   | 梅加瓦蒂·苏加诺普特丽 |
| 2009 | 95 / 560  | 14,600,091 | 14.03% | ▼14席，在野党   | 梅加瓦蒂·苏加诺普特丽 |
| 2014 | 109 / 560 | 23,681,471 | 18.95% | ▲14席，执政党   | 梅加瓦蒂·苏加诺普特丽 |
| 2019 | 128 / 575 | 27,053,961 | 19.33% | ▲19席，执政党   | 梅加瓦蒂·苏加诺普特丽 |
| 2024 | 110 / 580 | 28,384,673 | 16.72% | ▼18席，執政聯盟 | 梅加瓦蒂·苏加诺普特丽 |

### 总统选举结果
| 选举 | 候选人                | 竞选伙伴          | 第1轮 (合计选票) | 分享票 | 结果     | 第2轮 (合计选票) | 分享票 | 结果 |
| ---- | --------------------- | ----------------- | ---------------- | ------ | -------- | ---------------- | ------ | ---- |
| 2004 | 梅加瓦蒂·苏加诺普特丽 | 侯赛因·穆萨迪     | 31,569,104       | 26.61% | 次輪投票 | 44,990,704       | 39.38% | 落败 |
| 2009 | 梅加瓦蒂·苏加诺普特丽 | 普拉博沃·苏比安托 | 32,548,105       | 26.79% | 落败     |                  |        |      |
| 2014 | 佐科·維多多           | 优素福·卡拉       | 70,997,833       | 53.15% | 当选     |                  |        |      |
| 2019 | 佐科·维多多           | 馬魯夫·阿敏       | 85,607,362       | 55.50% | 当选     |                  |        |      |
| 2024 | 甘查爾·普拉諾沃       | 馬福德·馬赫莫丁   | 27,040,878       | 16.47  | 落败     |                  |        |      |